# Arresto domiciliario

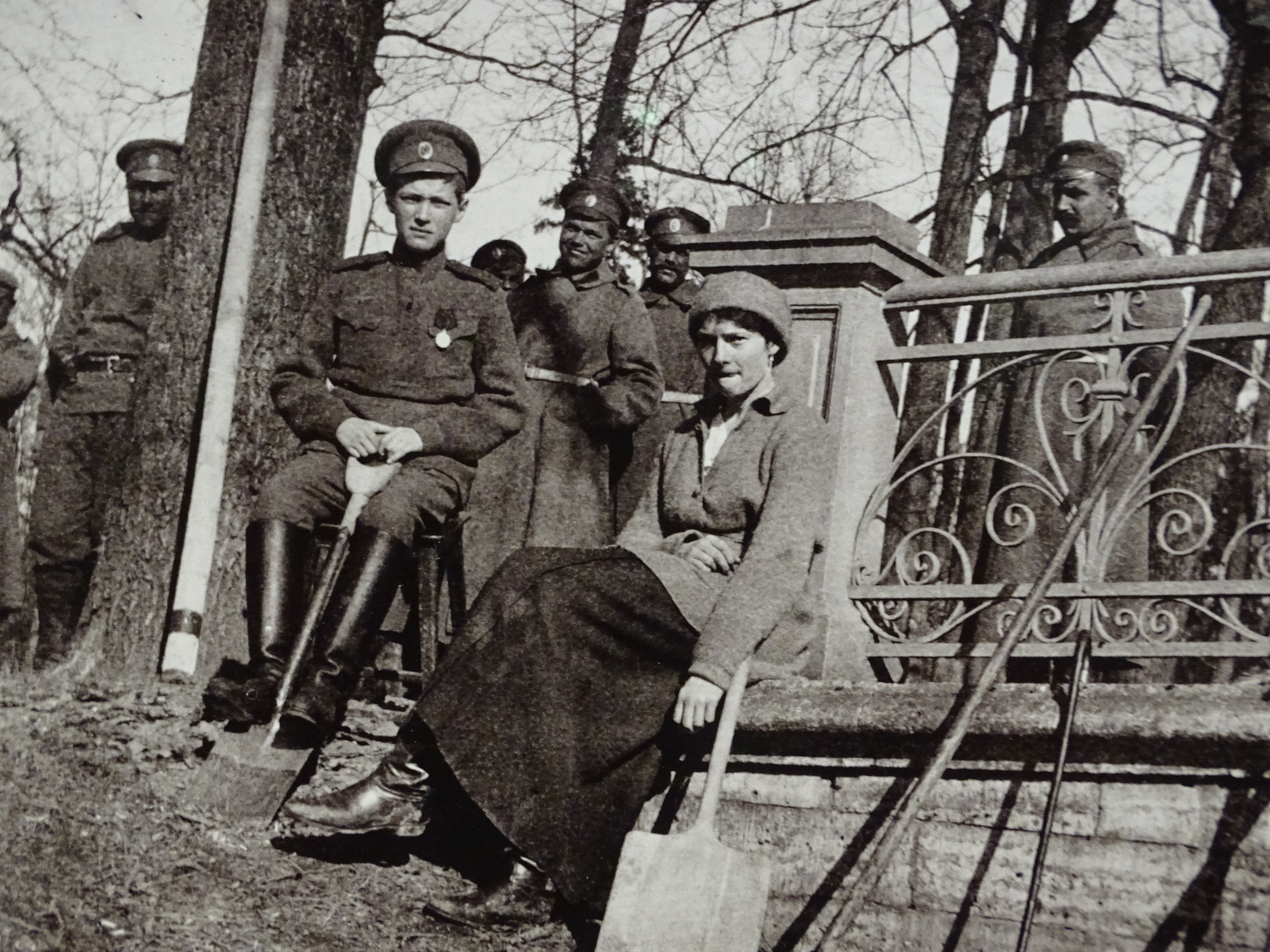
Alekséi Nikoláyevich y su hermana Tatiana Nikoláyevna rodeados de guardias durante su arresto domiciliario en Tsárskoye Seló, abril de 1917.

El arresto domiciliario, prisión domiciliaria o cárcel por casa es una pena que figura, como accesoria de otras o como principal, en la mayoría de los códigos penales de los distintos países. 
Se define como «la privación de la libertad de movimientos y comunicación de un condenado o acusado que se cumple fuera de los establecimientos penitenciarios, bien en el propio domicilio, bien en otro fijado por el Tribunal sentenciador a propuesta del afectado».

## Utilización
El arresto domiciliario se emplea en situaciones singulares en las que el condenado no puede o no debe ingresar en prisión. Se encontrarían en estos supuestos aquellos cuyo delito ha sido menor y, por tanto, la privación de libertad supone un cargo excesivo; también en los supuestos de edad avanzada, cuando se tienen personas a cargo o se padece un trastorno que requiere la permanencia en una vivienda. 
El arresto puede constituir una medida cautelar, alternativa a la prisión preventiva, durante la fase de investigación criminal o cualquier otra circunstancia que indique la conveniencia de que el imputado quede bajo control, para asegurar los objetivos del procedimiento penal.
En la justicia militar el arresto domiciliario es una figura común en situaciones de grave crisis cuando se pretende evitar la concentración o agrupamiento de jefes y oficiales y el contacto con las unidades armadas. En estos casos se equipara al confinamiento.
El arresto suele ser una situación provisional que termina, en caso de ser pena accesoria, con el cumplimiento de la principal, y en los demás supuestos cuando la privación de libertad ha perdido su relevancia en el procedimiento. En muchas situaciones, especialmente cuando se trata de la investigación de un delito, el arresto puede sustituirse por la prisión preventiva según la gravedad de los delitos que advierta el juez.

## Efectos
La pena restringe los movimientos del condenado al interior de una vivienda concreta, sin que pueda salir de la misma salvo con autorización judicial. Según los casos y legislaciones, pueden estar restringidas, o incluso prohibidas, las visitas del exterior y las comunicaciones. Además la persona condenada que tenga esta medida estará vigilada constantemente por personal policial, para que haga cumplir la condena emitida por el juez respectivo.   
- Datos: Q320994